# Karl Gösele
Karl Gösele (* 24. Juli 1912 in Kirchheim unter Teck (nach anderen Angaben Stuttgart); † 14. Januar 2004 in Stuttgart) war ein deutscher Bauphysiker. Er war lange Zeit der Nestor der Bauakustik in Deutschland.

## Lebenslauf
Karl Gösele studierte Physik an der Technischen Hochschule (TH) Stuttgart und erhielt sein Diplom 1937. Zwei Jahre später promovierte er. Er setzte seine akademische Laufbahn an der TH Stuttgart fort und habilitierte 1942 mit dem Thema „Schalldämpfung durch akustische Filter“. Von 1938 bis 1945 war er Mitarbeiter an der Forschungsanstalt „Graf Zeppelin“ und am Institut für Technische Physik in Stuttgart. 1946 übernahm er die kommissarische Leitung der Bauforschungsanstalt der TH Stuttgart. 1949 wurde er Abteilungsleiter und 1964 Institutsleiter des Instituts für Technische Physik der TH Stuttgart, dem späteren Fraunhofer-Institut für Bauphysik. Seit 1978 emeritiert arbeitete er bis zu seinem Tod weiterhin an Forschungsvorhaben zur Berechnung und Verbesserung des Schallschutzes. Karl Gösele war der Vater des Physikers Ulrich Gösele. Er gehörte dem Verein Deutscher Ingenieure (VDI) mit der Mitgliedsnummer 42651 an.

## Lebenswerk
Die in die DIN 4109 „Schallschutz im Hochbau“ eingegangenen Berechnungsverfahren zur Vorab-Berechnung des Schallschutzes in Bauwerken gehen auf die Forschungstätigkeit von Gösele zurück.
Im Laufe seiner wissenschaftlichen Tätigkeit veröffentlichte er mehr als 300 Publikationen, unter anderem war er Koautor eines der Standardwerke der Bauphysik „Schall-Wärme-Feuchte“.